# Calycuoniscus bodkini
Calycuoniscus bodkini là một loài chân đều trong họ Dubioniscidae. Loài này được Collinge miêu tả khoa học năm 1915.